# Golden Sun: The Lost Age
Golden Sun: The Lost Age är ett konsolspel till Game Boy Advance, utvecklat av Camelot Software Planning och utgivet av Nintendo. Spelet släpptes under 2003 och är en uppföljare till Golden Sun, som släpptes under 2001.